# Eggern
Eggern ist eine Marktgemeinde mit 678 Einwohnern (Stand 1. Jänner 2024) im Bezirk Gmünd in Niederösterreich.

## Geografie
Eggern liegt im nördlichen Waldviertel in Niederösterreich. Die Fläche der Marktgemeinde umfasst 20,2 Quadratkilometer. 36,77 Prozent der Fläche sind bewaldet.

### Gemeindegliederung
Das Gemeindegebiet umfasst folgende drei Ortschaften (in Klammern Einwohnerzahl Stand 1. Jänner 2024):
- Eggern (480) samt Bergen, Guggus und Niederwehr
- Reinberg-Heidenreichstein (97) samt Pengers
- Reinberg-Litschau (101)

Die Gemeinde besteht aus den Katastralgemeinden Eggern, Reinberg-Heidenreichstein und Reinberg-Litschau.

### Nachbargemeinden
| Reingers         |                                             | Kautzen (Waidhofen)       |
| Eisgarn          | Kompassrose, die auf Nachbargemeinden zeigt | Gastern (Waidhofen)       |
| Heidenreichstein |                                             | Pfaffenschlag (Waidhofen) |

## Geschichte
Eggern wurde 1230 erstmals urkundlich erwähnt und gehörte ursprünglich zur Grafschaft Raabs-Litschau. Bis 1635 war Eggern ein eigenes Gütlein in kaiserlichem Besitz.
Den kulturellen Mittelpunkt des Ortes bildet die dem heiligen Ägidius geweihte Kirche aus dem Jahr 1792.
1590/91 zählte Eggern 17 untertänige Häuser; 1751 zählte der Ort 18 untertänige Häuser. Ab dem Ende des 17. Jahrhunderts zählte Eggern zur Herrschaft Litschau.
Laut Adressbuch von Österreich waren im Jahr 1938 in der Ortsgemeinde Eggern zwei Bäcker, ein Dachdecker, ein Fleischer, drei Gastwirte, drei Gemischtwarenhändler, ein Landesproduktehändler, ein Müller, ein Sägewerk, ein Schmied, eine mechanische Strickerei, drei Tischler, zwei Viktualienhändler und mehrere Landwirte ansässig.
Im Zuge der NÖ. Kommunalstrukturverbesserung wurden zum Jahresbeginn 1971 die Gemeinde Reinberg-Heidenreichstein und 1972 die Gemeinde Reinberg-Litschau eingegliedert.

### Einwohnerentwicklung
Die Einwohnerzahl von Eggern sinkt seit Jahrzehnten kontinuierlich, da sowohl die Geburtenbilanz als auch die Wanderungsbilanz negativ sind.

## Kultur und Sehenswürdigkeiten

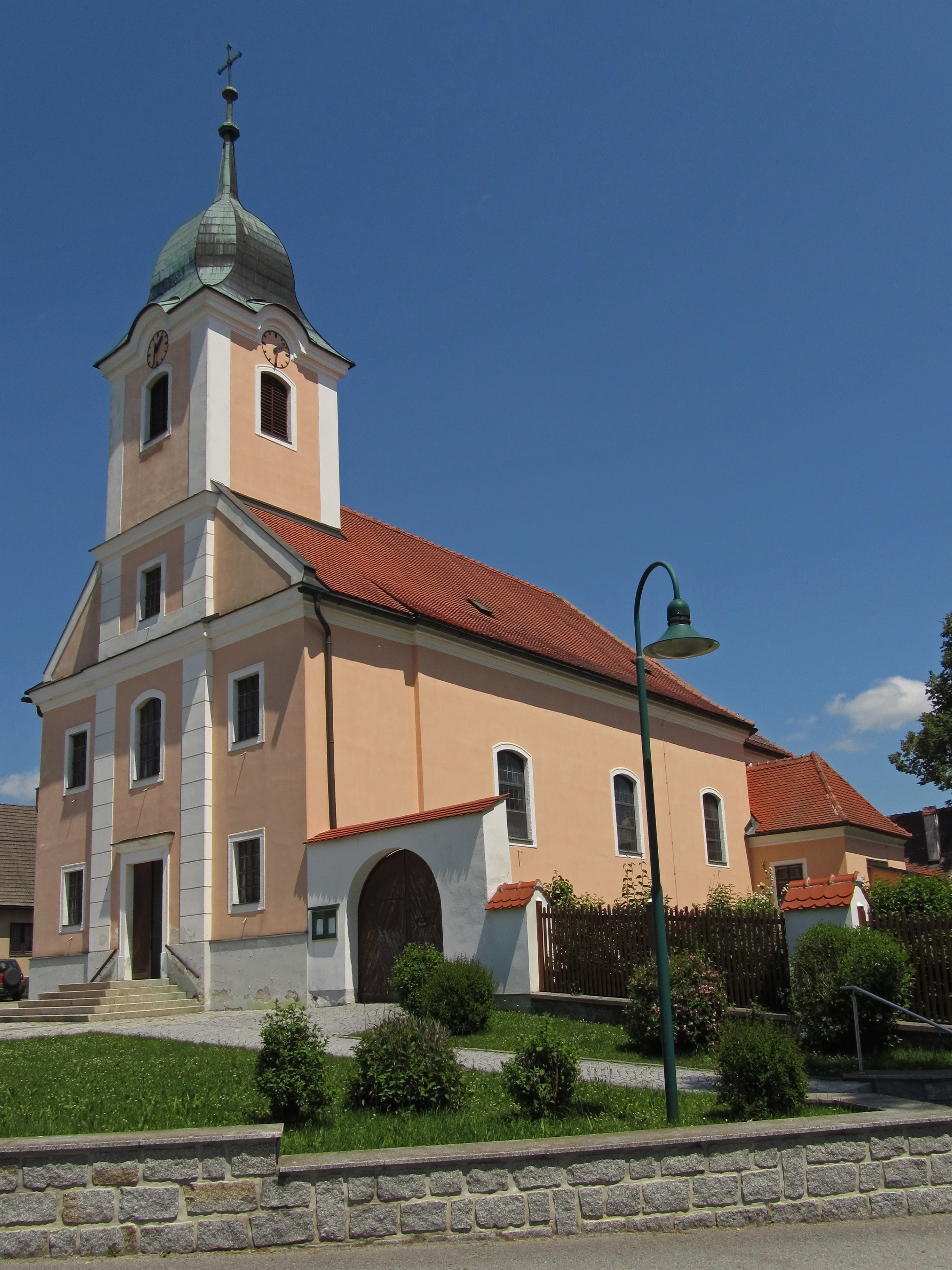
Pfarrkirche Eggern

- Katholische Pfarrkirche Eggern hl. Ägydius

## Wirtschaft
In Eggern gibt es 48 land- und forstwirtschaftliche Betriebe, davon 18 Haupterwerbsbetriebe (Stand 2010). Im Produktionssektor sind 22 Personen, vorwiegend mit der Herstellung von Waren beschäftigt. Im Dienstleistungssektor geben sechzehn Betriebe 49 Personen Arbeit (Stand 2011).

### Öffentliche Einrichtungen
In Eggern befindet sich ein Kindergarten und eine Volksschule.

## Politik

### Gemeinderat
Der Gemeinderat hat 15 Mitglieder.
- Nach den Gemeinderatswahlen in Niederösterreich 1990 hatte der Gemeinderat folgende Verteilung: 12 ÖVP, 2 SPÖ und 1 FPÖ.
- Nach den Gemeinderatswahlen in Niederösterreich 1995 hatte der Gemeinderat folgende Verteilung: 13 ÖVP und 2 SPÖ.[12]
- Nach den Gemeinderatswahlen in Niederösterreich 2000 hatte der Gemeinderat folgende Verteilung: 11 ÖVP, 3 SPÖ und 1 FPÖ.[13]
- Nach den Gemeinderatswahlen in Niederösterreich 2005 hatte der Gemeinderat folgende Verteilung: 11 ÖVP und 4 SPÖ.[14]
- Nach den Gemeinderatswahlen in Niederösterreich 2010 hatte der Gemeinderat folgende Verteilung: 12 ÖVP und 3 SPÖ.[14]
- Nach den Gemeinderatswahlen in Niederösterreich 2015 hatte der Gemeinderat folgende Verteilung: 12 ÖVP und 3 SPÖ.[15]
- Nach den Gemeinderatswahlen in Niederösterreich 2020 hatte der Gemeinderat folgende Verteilung: 13 ÖVP und 2 SPÖ.[16]
- Nach den Gemeinderatswahlen in Niederösterreich 2025 hat der Gemeinderat folgende Verteilung: 11 ÖVP, 3 FPÖ und 1 SPÖ.[17]

### Bürgermeister
- bis 2005 Erwin Zlabinger (ÖVP)
- 2005–2019 Herbert Zimmermann (ÖVP)
- seit 2019 ist Karl Schraml (ÖVP)

### Wappen
Der Gemeinde wurde 1977 folgendes Wappen verliehen: Ein von Grün auf Silber gespaltener Schild belegt mit einem Mühlrad in wechselnden Farben.
Die Gemeindefarben sind Grün-Weiß.

## Persönlichkeiten

### Söhne und Töchter der Gemeinde
- Karl Hirsch (1863–1938), römisch-katholischer Priester und Kirchenhistoriker
- Franz Wurz (* 1946), Automobilsportler

### Mit der Gemeinde verbundene Persönlichkeiten
- Rudolf Scholten (* 1955), Politiker (SPÖ), Bankmanager
- Alexander Wurz (* 1974), F1 Rennsportler